# Gangeshaj
Gangeshaj (Glyphis gangeticus) är en hajart som först beskrevs av Müller och Henle 1839.  Gangeshaj ingår i släktet Glyphis och familjen revhajar. IUCN kategoriserar arten globalt som akut hotad. Inga underarter finns listade i Catalogue of Life.
Arten förekommer i Huglifloden som är en mynningsarm till floden Ganges och kanske i andra mynningsarmar. Denna haj hittades inte i det angränsande havet men förekomsten kan inte uteslutas.
Nyfödda ungar är 56 till 61 cm långa och könsmognaden infaller vid en längd av cirka 178 cm. Den största individen var 204 cm lång.
Antagligen utvecklas ungarna i honans kropp. Födan utgörs av spjutrockor (Dasyatidae) och kanske av andra fiskar.
I artens utbredningsområde attackerades flera människor av hajar. Som förövare utpekas denna art eller tjurhajen (Carcharhinus leucas).